# 博内 (卢瓦雷省)
博内（法語：Bonnée，法語發音：[bɔne]）是法国卢瓦雷省的一个市镇，属于奥尔良区。

## 地理
博内（47°47'49"N, 2°22'56"E）面积11.61 平方千米，位于法国中央-卢瓦尔河谷大区卢瓦雷省，该省份为法国中北部省份，北起埃松省，西北接厄尔-卢瓦省，西南接卢瓦-谢尔省，南至涅夫勒省和谢尔省，东临约讷省，东北接塞纳-马恩省。
与博内接壤的市镇（或旧市镇、城区）包括：莱博尔德、卢瓦尔河畔乌祖埃、卢瓦尔河畔圣伯努瓦、卢瓦尔河畔圣佩尔、布赖-圣艾尼昂。

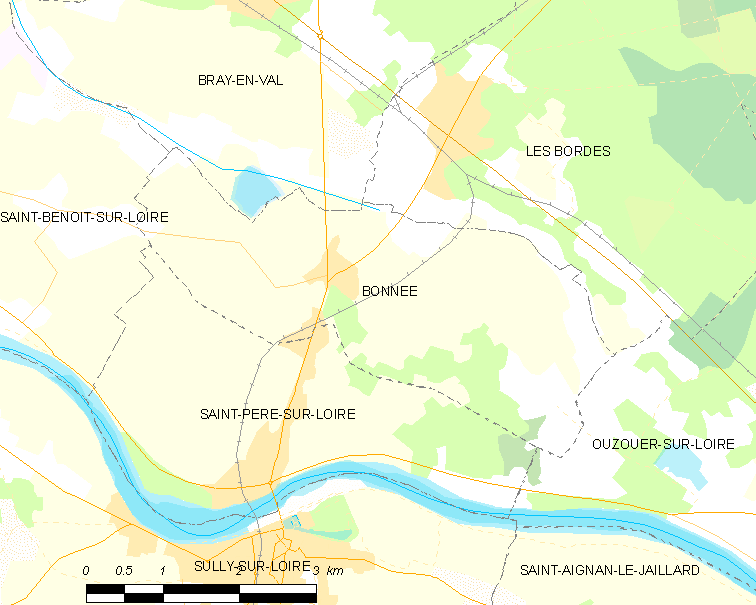
的OSM定位图

博内的时区为UTC+01:00、UTC+02:00（夏令时）。

## 行政
博内的邮政编码为45460，INSEE市镇编码为45039。

## 政治
博内所属的省级选区为卢瓦尔河畔叙利县。

## 人口

1962-2008年间人口变化图示

博内于2022年1月1日时的人口数量为698人。